# Záběhlice
Záběhlice is een wijk van de Tsjechische hoofdstad Praag. Het oorspronkelijke dorp is sinds het jaar 1922 onderdeel van de gemeente Praag, tegenwoordig is de wijk gedeeltelijk onderdeel van het gemeentelijk district Praag 4 en gedeeltelijk van Praag 10. Záběhlice heeft 34.701 inwoners (2006).

## Panoramafoto

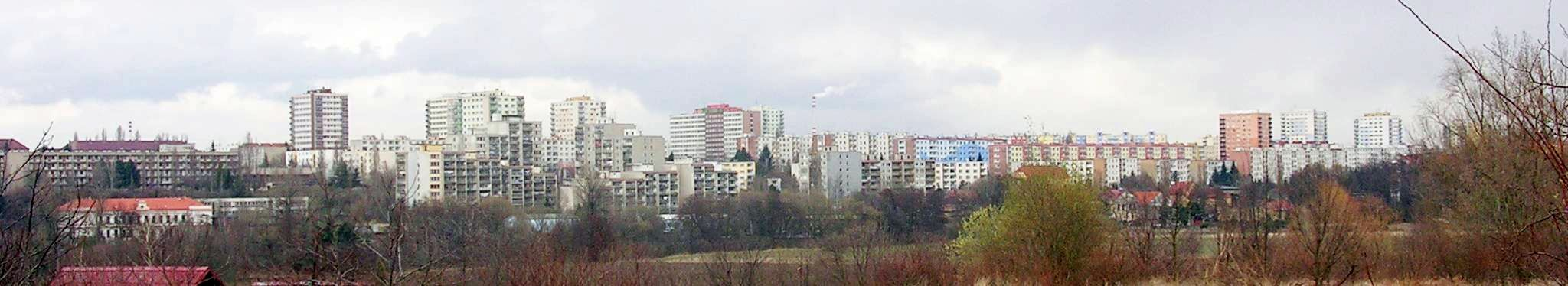
Panoramafoto: Uitzicht over de buurt Zahradní Město, onderdeel van Záběhlice